# アトラス・オブスキュラ
アトラス・オブスキュラ（Atlas Obscura）は、アメリカ合衆国を拠点とするオンラインマガジン、旅行会社。作家のジョシュア・フォアとドキュメンタリー映画製作者・作家のディラン・テュラスによって2009年に設立された。